# Gelatoporiaceae
Gelatoporiaceae es una familia de hongos corteza del orden Polyporales. La familia fue circunscrita en 2017 por los micólogos Otto Miettinen, Alfredo Justo y David Hibbett para contener el género tipo Gelatoporia y otros tres géneros relacionados, Cinereomyces, Obba y Sebipora.

## Descripción
Los cuerpos fructíferos de Gelatoporiaceae tienen forma de costra (resupinados) y tienen un himenóforo poroide. El sistema de hifas es típicamente monomítico (que contiene solo hifas generativas), aunque en el género Cinereomyces es dimítico (que contiene tanto hifas generativas como esqueléticas). Las conexiones de abrazadera están presentes en las hifas. Las esporas producidas por la familia son hialinas, lisas y generalmente de paredes delgadas, pero tienen paredes algo gruesas como en el género Obba. No son amiloides ni dextrinoides. Los cistidios están ausentes del himenio, aunque pueden estar presentes cistidiolos. El sistema de apareamiento es heterotálico, bipolar o tetrapolar, mientras que el comportamiento nuclear es astatocoenocítico.

## Hábitat y distribución
Los hongos Gelatoporiaceae son saprofitos y causan pudrición blanca en los desechos leñosos gruesos. Muchas de las especies se han reportado con frecuencia a partir de madera quemada, aunque ninguna la requiere absolutamente como sustrato. Cinereomyces y Gelatoporia tienen una distribución templado-boreal en el Hemisferio norte; la distribución de Obba es similar pero también se encuentra en el Hemisferio sur. Sebipora se encuentra en Asia tropical. 

## Taxonomía
En una publicación de 2012, Miettinen y Mario Rajchenberg introdujeron el nombre "clado Cinereomyces" para dar cabida a un pequeño grupo de poliporos de pudrición blanca de posición incierta en el orden Polyporales. Análisis posteriores confirmaron que este clado representa un linaje separado de la familia Polyporaceae. El género Gelatoporia, en el que se basa la familia, fue definido por Tuomo Niemelä en 1985 para contener hongos de corteza poroide con una estructura de hifas monomíticas, hifas sujetas y que producen pudrición blanca.

## Géneros y especies
- Cinereomyces Jülich (1982)

C. dilutabilis
C. lindbladii
- Gelatoporia Niemelä (1985)

G. subvermispora
- Obba Miettinen & Rajchenb. (2012)

O. rivulosa
O. thailandica
O. valdiviana
- Sebipora Miettinen (2012)

S. aquosa